# 삼성육부제
삼성육부제(三省六部制)는 과거 중세 중국 왕조의 중앙 정치 제도이다. 이는 주변국에도 영향을 끼쳐 발해, 고려, 과거 베트남 왕조 등 중국 주변 동아시아 국가들의 중앙 정치 제도에도 적용되었다.

## 구성
|             |             |             |             |                 |                 |                 |                 |                 |                 |             |             |             |             |  |  |             |             |             |             | 황제 (皇帝)     |                 |                 |                 |                 |                 |             |             |             |             |  |  |             |             |             |             |                 |                 |                 |                 |                 |                 |             |             |             |             |  |  |  |  |  |  |  |  |  |  |  |  |  |  |  |  |  |  |  |  |
|             |             |             |             |                 |                 |                 |                 |                 |                 |             |             |             |             |  |  |             |             |             |             |                 |                 |                 |                 |                 |                 |             |             |             |             |  |  |             |             |             |             |                 |                 |                 |                 |                 |                 |             |             |             |             |  |  |  |  |  |  |  |  |  |  |  |  |  |  |  |  |  |  |  |  |
|             |             |             |             |                 |                 |                 |                 |                 |                 |             |             |             |             |  |  |             |             |             |             |                 |                 |                 |                 |                 |                 |             |             |             |             |  |  |             |             |             |             |                 |                 |                 |                 |                 |                 |             |             |             |             |  |  |  |  |  |  |  |  |  |  |  |  |  |  |  |  |  |  |  |  |
|             |             |             |             | 문하성 (門下省) | 문하성 (門下省) | 문하성 (門下省) | 문하성 (門下省) | 문하성 (門下省) | 문하성 (門下省) |             |             |             |             |  |  |             |             |             |             | 상서성 (尙書省) | 상서성 (尙書省) | 상서성 (尙書省) | 상서성 (尙書省) | 상서성 (尙書省) | 상서성 (尙書省) |             |             |             |             |  |  |             |             |             |             | 중서성 (中書省) | 중서성 (中書省) | 중서성 (中書省) | 중서성 (中書省) | 중서성 (中書省) | 중서성 (中書省) |             |             |             |             |  |  |  |  |  |  |  |  |  |  |  |  |  |  |  |  |  |  |  |  |
|             |             |             |             | 문하성 (門下省) | 문하성 (門下省) | 문하성 (門下省) | 문하성 (門下省) | 문하성 (門下省) | 문하성 (門下省) |             |             |             |             |  |  |             |             |             |             | 상서성 (尙書省) | 상서성 (尙書省) | 상서성 (尙書省) | 상서성 (尙書省) | 상서성 (尙書省) | 상서성 (尙書省) |             |             |             |             |  |  |             |             |             |             | 중서성 (中書省) | 중서성 (中書省) | 중서성 (中書省) | 중서성 (中書省) | 중서성 (中書省) | 중서성 (中書省) |             |             |             |             |  |  |  |  |  |  |  |  |  |  |  |  |  |  |  |  |  |  |  |  |
|             |             |             |             |                 |                 |                 |                 |                 |                 |             |             |             |             |  |  |             |             |             |             |                 |                 |                 |                 |                 |                 |             |             |             |             |  |  |             |             |             |             |                 |                 |                 |                 |                 |                 |             |             |             |             |  |  |  |  |  |  |  |  |  |  |  |  |  |  |  |  |  |  |  |  |
| 이부 (吏部) | 이부 (吏部) | 이부 (吏部) | 이부 (吏部) | 이부 (吏部)     | 이부 (吏部)     |                 |                 | 호부 (戶部)     | 호부 (戶部)     | 호부 (戶部) | 호부 (戶部) | 호부 (戶部) | 호부 (戶部) |  |  | 예부 (禮部) | 예부 (禮部) | 예부 (禮部) | 예부 (禮部) | 예부 (禮部)     | 예부 (禮部)     |                 |                 | 병부 (兵部)     | 병부 (兵部)     | 병부 (兵部) | 병부 (兵部) | 병부 (兵部) | 병부 (兵部) |  |  | 형부 (刑部) | 형부 (刑部) | 형부 (刑部) | 형부 (刑部) | 형부 (刑部)     | 형부 (刑部)     |                 |                 | 공부 (工部)     | 공부 (工部)     | 공부 (工部) | 공부 (工部) | 공부 (工部) | 공부 (工部) |  |  |  |  |  |  |  |  |  |  |  |  |  |  |  |  |  |  |  |  |

### 3성
3성의 직무는 다음과 같다.
- 중서성(中書省) - 황제와 상담하며 아래서 올라온 상소 등을 검토하고 그 검토를 바탕으로, 또는 황제의 독자적인 의사를 바탕으로 법안의 문장을 만들었다.
- 문하성(門下省) - 법안을 심사하고 내용에 따라 중서성으로 돌려 보내기도 하였다. 중서성과 더불어 입법 기관에 해당했다.
- 상서성(尙書省) - 문하성의 심사를 통과한 법안을 행정화하였다.

삼성의 장관의 명칭은 다음과 같다.
- 중서성의 장관은 수나라 때는 내사령(内史令), 당나라 때는 중서령(中書令)이라고 불렸다. 정원 2인.
- 문하성의 장관은 수나라 때는 납언(納言), 당나라 때는 시중(侍中)이라고 불렸다. 정원 2인.
- 상서성의 장관은 상서령(尙書令)이라고 불렸다. 단, 당나라에서는 당 태종이 황위에 오르기 전에 이 직위에 있었기 때문에, 그 이후 이 지위는 공석으로 두었다. 차관은 두 명으로 각각 좌복야·우복야라 불렸는데, 상서령이 공석이 된 당나라에서는 사실상 장관이 되었다.

고대부터 삼공(三公) 또는 삼사(三師)라고 불리던 재상직도 존재하였으나 상설직이 아니며 직무도 정해져 있지 않았기 때문에, 일반적으로 중서령과 문하시중, 한때 좌복야·우복야가 재상의 책무를 맡는 경우가 많았다.

### 6부
상서성의 관할 하의 실무기관으로 6부를 두었다. 각 부의 직무는 다음과 같다.
- 이부(吏部) - 관료의 인사 담당.
- 호부(戶部) -민부(民部), 재정과 지방 행정 담당.
- 예부(禮部) - 예제(禮制, 교육·윤리)와 외교 담당.
- 병부(兵部) - 군무 담당.
- 형부(刑部) - 사법과 경찰 업무(치안) 담당.
- 공부(工部) - 공공 공사 담당.

육부의 장관은 상서(尙書)라고 불렸다.

## 중국의 3성 6부
수·당나라에서는 위와 같았으나, 당나라 중기부터 문하성의 권한이 점차 저하되어 당나라 후반에는 거의 유명무실한 존재가 되었다. 문하성은 귀족의 이해를 대표하며 국정을 감시하는 위치에 있었기 때문에 황재 독재가 강화되자 중서성에 실권을 빼앗기게 된 것이다. 그러나 당나라 말기에 들어서는 중서령까지 명예직화하여 하급 관료에게 재상급의 권한을 주어 실무를 보게 하였다. 이를 동중서문하평장사(同中書門下平章事)라고 부른다.
송나라때에도 여전히 동중서문하평장사가 재상의 위치를 차지하여 그 부속기관을 중서문하성이라고 불렀다. 그러나 당나라 말기에서 오대에 걸쳐 삼사(三司)와 추밀원(樞密院) 등의 기관이 신설되어, 중서문하성은 주로 고급 관료의 인사를 담당하는 형태가 되었다. 문하성과 중서성 자체도 폐지되지는 않아서 명목상으로는 존재하였고, 상서성과 6부도 명목상의 존재이기는 마찬가지였지만, 후의 원풍개혁 이후에는 6부가 중서문하성과 삼사 등의 권한을 흡수하여 실권을 담당하게 되었다. 재상은 상서좌복야 겸 문하시랑, 상서우복야 겸 중서시랑으로 불리며, 3성의 재상급의 명칭과 6부의 집행을 맡은 관직을 겸하는 형식이 되었다. 
원나라때는 중서령이 부활하였으나, 당나라의 중서령과는 의미가 달랐다. 몽골의 칸 직속의 무장이 맡는 집정관을 중국어로 부를 때 승상이나 중서령이라는 이름을 써서, 그가 통솔하는 기관도 마찬가지로 중서성이라고 부르게 되었다. 후에 중서성에서 군무기관으로서 추밀원, 재정기관으로서 상서성이 독립하는 등, 원나라의 제도는 당나라의 3성 6부의 명칭을 사용하고 있기는 하나 그 내용은 전혀 달랐다. 
명나라 주원장은 원나라의 제도를 이어받아 중서령을 그대로 두었으나, 곧 황제 독재를 위하여 3성을 혁파하고 중서령을 폐지하였다. 그러나 6부는 재상을 두지 않는 것을 원칙으로 하여 당나라에 준하는 기관으로 설치하였으나, 후에 장관으로 각 부에 상서를 두어 황제 직속으로 삼았다. 후에 내각대학사(內閣大學士)가 실권을 잡게 되자, 실질적인 재상으로서 6부를 통솔하였다. 이 6부는 청나라 말기에 폐지될때까지 존속하게 된다.

## 한국의 3성 6부

### 발해
발해는 당의 제도를 수용하였으나 그 명칭과 운영은 발해의 독자성을 유지하였다. 발해의 경우 3성은 정당성(당의 상서성에 해당), 선조성(문하성), 중대성(중서성)으로 구성하였다. 정당성의 장관은 대내상이며 그 밑으로 좌사정이 충부(이)·인부(호)·의부(예)의 3부를, 우사정은 지부(병)·예부(형)·신부(공)를 관할하였다. 당의 상서성이 6부를 전부 관할하는 점에서 이 부분은 발해의 독자적인 형태라 할 수 있다. 또한 발해의 각 6부의 명칭은 관료적 성격의 당의 명칭과는 달리 유교적인 영향을 받았다. 3성의 대표인 정당성은 귀족회의의 성격을 띄고 있었으며, 당시 신라의 화백회의와 준하는 성격을 갖고 있었다.

#### 발해의 중앙 관제구조
|      |      |      |      |        |        |        |        |        |        |      |      |      |      |  |  |      |      |      |      | 국왕   |        |        |        |        |        |      |      |      |      |  |  |      |      |      |      |        |        |        |        |        |        |      |      |      |      |  |  |  |  |  |  |  |  |  |  |  |  |  |  |  |  |  |  |  |  |
|      |      |      |      |        |        |        |        |        |        |      |      |      |      |  |  |      |      |      |      |        |        |        |        |        |        |      |      |      |      |  |  |      |      |      |      |        |        |        |        |        |        |      |      |      |      |  |  |  |  |  |  |  |  |  |  |  |  |  |  |  |  |  |  |  |  |
|      |      |      |      |        |        |        |        |        |        |      |      |      |      |  |  |      |      |      |      |        |        |        |        |        |        |      |      |      |      |  |  |      |      |      |      |        |        |        |        |        |        |      |      |      |      |  |  |  |  |  |  |  |  |  |  |  |  |  |  |  |  |  |  |  |  |
|      |      |      |      | 선조성 | 선조성 | 선조성 | 선조성 | 선조성 | 선조성 |      |      |      |      |  |  |      |      |      |      | 정당성 | 정당성 | 정당성 | 정당성 | 정당성 | 정당성 |      |      |      |      |  |  |      |      |      |      | 중대성 | 중대성 | 중대성 | 중대성 | 중대성 | 중대성 |      |      |      |      |  |  |  |  |  |  |  |  |  |  |  |  |  |  |  |  |  |  |  |  |
|      |      |      |      | 선조성 | 선조성 | 선조성 | 선조성 | 선조성 | 선조성 |      |      |      |      |  |  |      |      |      |      | 정당성 | 정당성 | 정당성 | 정당성 | 정당성 | 정당성 |      |      |      |      |  |  |      |      |      |      | 중대성 | 중대성 | 중대성 | 중대성 | 중대성 | 중대성 |      |      |      |      |  |  |  |  |  |  |  |  |  |  |  |  |  |  |  |  |  |  |  |  |
|      |      |      |      |        |        |        |        |        |        |      |      |      |      |  |  |      |      |      |      |        |        |        |        |        |        |      |      |      |      |  |  |      |      |      |      |        |        |        |        |        |        |      |      |      |      |  |  |  |  |  |  |  |  |  |  |  |  |  |  |  |  |  |  |  |  |
| 충부 | 충부 | 충부 | 충부 | 충부   | 충부   |        |        | 인부   | 인부   | 인부 | 인부 | 인부 | 인부 |  |  | 의부 | 의부 | 의부 | 의부 | 의부   | 의부   |        |        | 지부   | 지부   | 지부 | 지부 | 지부 | 지부 |  |  | 예부 | 예부 | 예부 | 예부 | 예부   | 예부   |        |        | 신부   | 신부   | 신부 | 신부 | 신부 | 신부 |  |  |  |  |  |  |  |  |  |  |  |  |  |  |  |  |  |  |  |  |

### 고려
고려 때는 당의 3성 6부를 수용하되 차차 중서성과 문하성을 통합적으로 운영하여 중서문하성이 되었다고 보는 설이 유력하나, 서긍의 고려도경에 보면 중서성과 문하성의 건물이 따로 있다고 기록되어 있으며 전시과에 따른 녹봉이 중서성과 문하성에 각각 따로 나가는 등, 고려 역시 3성 6부제를 채택했다는 학설도 있다.

#### 고려의 중앙 관제구조
|      |      |      |      |        |        |        |        |        |        |      |      |      |      |  |  |      |      |      |      | 국왕   |        |        |        |        |        |      |      |      |      |  |  |      |      |      |      |        |        |        |        |        |        |      |      |      |      |  |  |  |  |  |  |  |  |  |  |  |  |  |  |  |  |  |  |  |  |
|      |      |      |      |        |        |        |        |        |        |      |      |      |      |  |  |      |      |      |      |        |        |        |        |        |        |      |      |      |      |  |  |      |      |      |      |        |        |        |        |        |        |      |      |      |      |  |  |  |  |  |  |  |  |  |  |  |  |  |  |  |  |  |  |  |  |
|      |      |      |      |        |        |        |        |        |        |      |      |      |      |  |  |      |      |      |      |        |        |        |        |        |        |      |      |      |      |  |  |      |      |      |      |        |        |        |        |        |        |      |      |      |      |  |  |  |  |  |  |  |  |  |  |  |  |  |  |  |  |  |  |  |  |
|      |      |      |      | 문하성 | 문하성 | 문하성 | 문하성 | 문하성 | 문하성 |      |      |      |      |  |  |      |      |      |      | 상서성 | 상서성 | 상서성 | 상서성 | 상서성 | 상서성 |      |      |      |      |  |  |      |      |      |      | 중서성 | 중서성 | 중서성 | 중서성 | 중서성 | 중서성 |      |      |      |      |  |  |  |  |  |  |  |  |  |  |  |  |  |  |  |  |  |  |  |  |
|      |      |      |      | 문하성 | 문하성 | 문하성 | 문하성 | 문하성 | 문하성 |      |      |      |      |  |  |      |      |      |      | 상서성 | 상서성 | 상서성 | 상서성 | 상서성 | 상서성 |      |      |      |      |  |  |      |      |      |      | 중서성 | 중서성 | 중서성 | 중서성 | 중서성 | 중서성 |      |      |      |      |  |  |  |  |  |  |  |  |  |  |  |  |  |  |  |  |  |  |  |  |
|      |      |      |      |        |        |        |        |        |        |      |      |      |      |  |  |      |      |      |      |        |        |        |        |        |        |      |      |      |      |  |  |      |      |      |      |        |        |        |        |        |        |      |      |      |      |  |  |  |  |  |  |  |  |  |  |  |  |  |  |  |  |  |  |  |  |
| 이부 | 이부 | 이부 | 이부 | 이부   | 이부   |        |        | 호부   | 호부   | 호부 | 호부 | 호부 | 호부 |  |  | 예부 | 예부 | 예부 | 예부 | 예부   | 예부   |        |        | 병부   | 병부   | 병부 | 병부 | 병부 | 병부 |  |  | 형부 | 형부 | 형부 | 형부 | 형부   | 형부   |        |        | 공부   | 공부   | 공부 | 공부 | 공부 | 공부 |  |  |  |  |  |  |  |  |  |  |  |  |  |  |  |  |  |  |  |  |

고려 때 중서성과 문하성을 따로 있었다가, 하나로 합쳐 중서문하성이 되면서 2성 6부가 되었다.

## 같이 보기
- 일부육조
- 문하시중
- 이관팔성